# Belonolaimus
Genre
Belonolaimus est un genre de nématodes de la famille des Hoplolaimidae. L'espèce type est Belonolaimus gracilis décrite par Gerhard Steiner en 1949.

## Liste des espèces
Selon GBIF (22 avril 2021) :
- Belonolaimus euthichylus Rau, 1963
- Belonolaimus gracilis Steiner, 1949
- Belonolaimus longicaudatus Rau, 1958
- Belonolaimus maritimus Rau, 1963
- Belonolaimus nortoni Rau, 1963